# The Dream (Roko Blažević)
The Dream (Drömmen) är en engelsk- och kroatiskspråkig poplåt som framfördes av artisten Roko Blažević som Kroatiens bidrag i Eurovision Song Contest 2019 i Tel Aviv i Israel.
Sången är komponerad av Jacques Houdek och texten är skriven av Jacques Houdek, Andrea Ćurić och Charlie Mason. Den 16 februari 2019 kvalificerade sig låten i den nationella musiktävlingen "Dora" som Kroatiens bidrag i Eurovision Song Contest 2019. I den nationella uttagningen fick låten flest röster både från jurygrupperna och "folket" genom telefonröstning. Sången tävlade i semifinal 2, men kom inte vidare till final.